# 漣漪效應

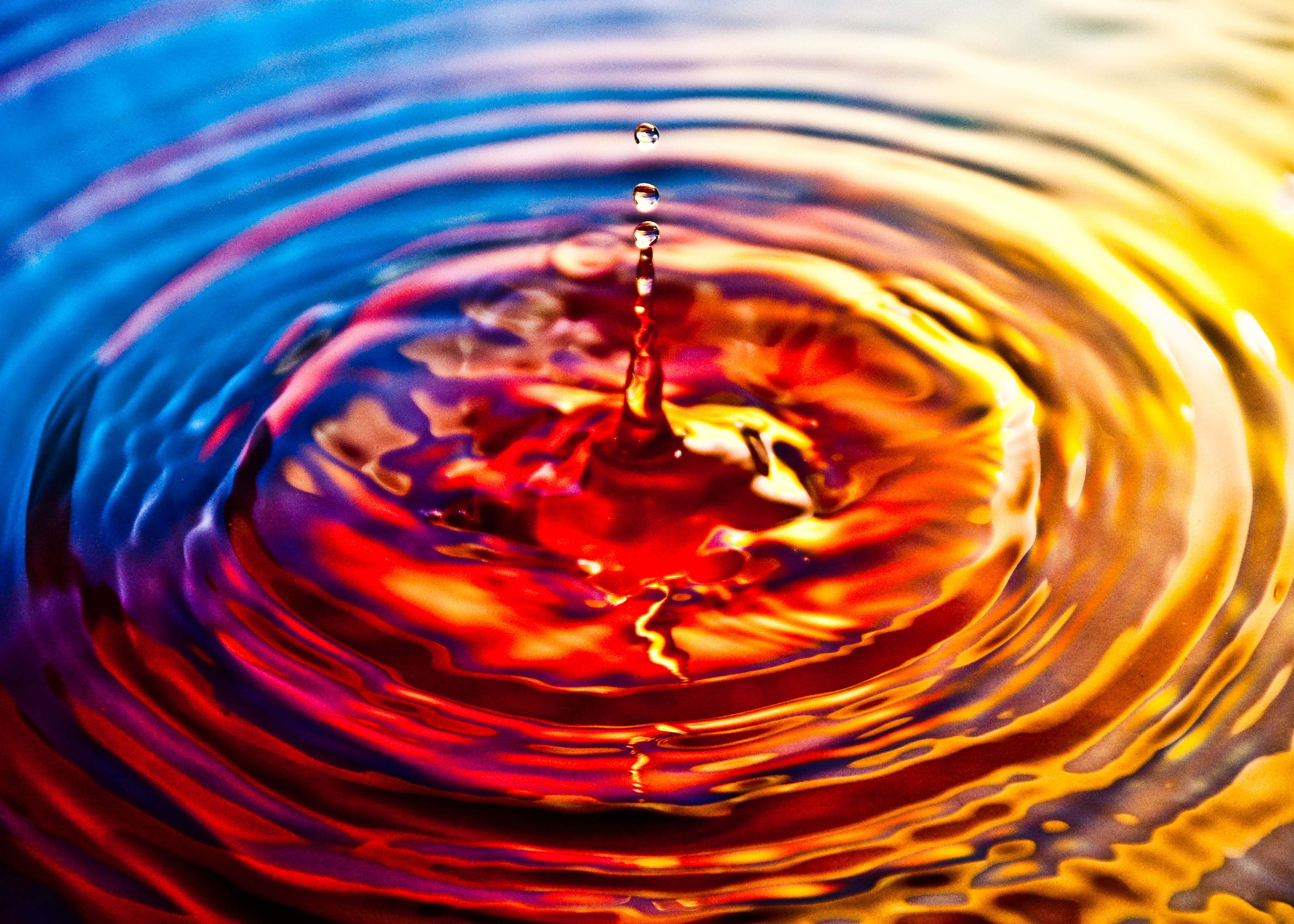
水面上的漣漪效應

漣漪效應是在描述一個事物造成的影響漸漸擴散的情形，類似物體掉到水面上，所產生的漣漪漸漸擴大的情形，可謂「一石激起千重浪」。
在經濟學中有漣漪效應的例子，例如一個人支出的減少會造成其他人收入的減少，連帶也使得他們可支出的金額減少。
在社會學中漣漪效應是指一社會關係會影響一些間接相關的情況。在慈善活動中，資訊可以在不同社群之間傳遞，造成更大的影響。
漣漪效應也用在計算機科學中，說明由於一個模組修改，造成其他模組也需隨之修改的情形。

## 舉例

### 溫斯坦效應以及Me Too運動的興起
根據纽约时报和紐約客雜誌在2017年10月的報導，許多女性指控美國電影監製哈維·溫斯坦，米拉麥克斯影業和溫斯坦影業的創立者，在近三十年內進行强奸、性侵犯和性虐待等罪行（哈维·温斯坦性侵事件），在超過80起控告之後，溫斯坦被溫斯坦影業、电影艺术与科学学院以及其他專案機構除名，離開公眾視野。對溫斯坦的指控引發了一連串的漣漪效應，稱為溫斯坦效應。在好萊塢出現一連串針對著名男性的不當性行為指控，被指控的有包括路易·C·K、凱文·史貝西等人。這形成了＃MeToo運動，人們分享遭到性騷擾或是性侵的經驗。

### 企業社會責任
一間企業決定實行企業社會責任（CSR）計劃，對競爭對手的態度和行為的影響也類似漣漪效應。根據國際團隊在2018年的研究，公司進行CSR的作法會被同一市場內的其他公司視為是竞争威脅，因此也會開始提出自身的企業社會責任（CSR）計劃。